# Мендис
Мендис (порт. Mendes) — муниципалитет в Бразилии, входит в штат Рио-де-Жанейро. Составная часть мезорегиона Агломерация Рио-де-Жанейро. Входит в экономико-статистический микрорегион Васорас. Население составляет 17 800 человек на 2006 год. Занимает площадь 77,288 км². Плотность населения — 230,3 чел./км².

## История
Город основан 11 июля 1952 года. 

## Статистика
- Валовой внутренний продукт на 2003 год составляет 83 241 390,00 реалов (данные: Бразильский институт географии и статистики).
- Валовой внутренний продукт на душу населения на 2003 год составляет 4738,78 реалов (данные: Бразильский институт географии и статистики).
- Индекс развития человеческого потенциала на 2000 год составляет 0,775 (данные: Программа развития ООН).

## География
Климат местности: горный тропический. В соответствии с классификацией Кёппена, климат относится к категории Cwa.